# 泣いてもいいか (アルバム)
『泣いてもいいか』（ないてもいいか）は、1992年9月26日に発売されたやしきたかじん9枚目のスタジオ・アルバム。

## 内容
前作から3年5ヶ月振り、ポリスター移籍第一弾アルバム。本作から、鹿紋太郎に代わり、川上明彦が作曲陣に加わっている。更に、たかじんのポリスター作品にとってターニングポイントとなる作詞家、及川眠子を起用するきっかけをつかんだ一作。

## 収録曲
1. 胸に降る雨（4：56）
作詞：及川眠子　作曲：都志見隆　編曲：平野たかよし
2. 街をはなれて（6：08）
作詞：及川眠子　作曲：岸正之　編曲：富田素弘
3. いっぱいの酒（4：46）
作詞・作曲：伊藤薫　編曲：富田素弘
「泣いてもいいか」カップリング曲。
4. 河の流れる街で（5：32）
作詞・作曲：伊藤薫　編曲：富田素弘
5. 泣いてもいいか（5：09）
作詞：森雪之丞　作曲：都志見隆　編曲：平野たかよし
6. 女の純情知らんくせに（5：46）
作詞：及川眠子　作曲：川上明彦　編曲：富田素弘
7. いまさら泣けてくる（4：55）
作詞：及川眠子　作曲：川上明彦　編曲：富田素弘
8. JAZZ PIANO（5：09）
作詞：森雪之丞　作曲：川上明彦　編曲：平野たかよし
9. たった独りのアンコール（5：06）
作詞・作曲：伊藤薫　編曲：富田素弘

## この頃のできごと
- 1992年10月2日：『笑っていいとも!』（フジテレビ系）のテレフォンショッキングに横山ノックの紹介で出演。